# 우도믈랴

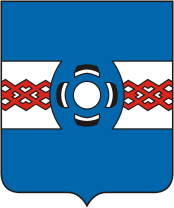
시 문장

우도믈랴(러시아어: Удомля)는 러시아 트베리주 북서부에 위치한 도시로, 인구는 31,961명(2002년 기준)이다. 트베리(트베리 주의 주도)에서 북쪽으로 225km 정도 떨어진 곳에 위치한다.
1869년 철도역이 개통되면서 신설되었고 1961년 도시형 촌락으로 승격되었다. 1974년 칼리닌 원자력 발전소가 준공되었고 1981년 시로 승격되었다.